# John Mack
John Mack (ur. 15 września 1955 w Detroit) – amerykański duchowny polskiego pochodzenia, biskup diecezji Buffalo-Pittsburgh Polskiego Narodowego Kościoła Katolickiego.

## Życiorys
Z wykształcenia jest muzykiem i muzykologiem. Pobierał lekcje gry na pianinie, a także ukończył studia z zakresu historii muzyki na University of Michigan w Dearborn. W latach 1976–1983 pełnił funkcję organisty w rodzinnej parafii PNKK w Detroit. 
W 1983 roku ożenił się i wstąpił do Seminarium Teologicznego im. Girolamo Savonaroli w Scranton. 11 grudnia 1985 roku otrzymał święcenia kapłańskie z rąk biskupa PNKK, Francisa Rowinskiego. Był proboszczem w parafiach w: Ware (1985-1989), Carnegie (1989-2000), Waszyngtonie (2000-2011) oraz w parafii katedralnej w Scranton (2011-2012). Od 2012 roku pełni obowiązki proboszcza parafii katedralnej w Lancaster.
W 2006 roku XXII Synod PNKK w Manchester wybrał go biskupem-elektem PNKK. Sakrę biskupią otrzymał 30 listopada 2006 roku w Scranton. Pełnił funkcję biskupa pomocniczego w diecezji Buffalo-Pittsburgh PNKK. W latach 2011–2012 był biskupem diecezji centralnej PNKK. Od 2012 roku jest biskupem diecezji Buffalo-Pittsburgh PNKK.
Z ramienia Unii Scrantońskiej opiekuje się misją starokatolicką we Włoszech (Dekanat PNKK we Włoszech).